# Armenië op de Olympische Zomerspelen 2000
Armenië nam deel aan de Olympische Zomerspelen 2000 in Sydney, Australië. 

## Medaillewinnaars
| Sport         | Olympiër       | Onderdeel | Medaille |
| ------------- | -------------- | --------- | -------- |
| Gewichtheffen | Arsen Melikjan | -77kg (m) | Brons    |

## Deelnemers en resultaten

### Atletiek
| Olympiër          | Discipline            | Resultaat | Prestatie                            |
| ----------------- | --------------------- | --------- | ------------------------------------ |
| Shirak Poghosyan  | verspringen (m)       | 44e       | kwalificatie groep B: 26e met 7,24m  |
| Armen Martirosyan | hink-stapspringen (m) | 35e       | kwalificatie groep B: 19e met 14,95m |
|                   |                       |           |                                      |
| Anna Nasilyan     | 800m (v)              | 35e       | serie 5: 7e in 2.14,86               |

### Boksen
| Olympiër        | Discipline | Resultaat | Prestatie                                                                                  |
| --------------- | ---------- | --------- | ------------------------------------------------------------------------------------------ |
| Vic Darchinyan  | -51kg (m)  | 6e        | 1e ronde: vrij 2e ronde: W van RUS Raziapov: 20-11 kwartfinale: V van KAZ Zhumadilov: 8-15 |
| Aram Ramazyan   | -54kg (m)  | 17e       | 1e ronde: V van GEO Khurtsilava: 9-12                                                      |
| Artur Gevorgyan | -60kg (m)  | 17e       | 1e ronde: V van KAZ Karimzhanov: 6-16                                                      |

### Gewichtheffen
| Olympiër          | Discipline | Resultaat | Prestatie                                                     |
| ----------------- | ---------- | --------- | ------------------------------------------------------------- |
| Rudik Petrosyan   | -69kg (m)  | 5e        | trekken: 5e met 147,5kg stoten: 3e met 187,5kg totaal: 335kg  |
| Arsen Melikjan    | -77kg (m)  | Brons     | trekken: 3e met 162,5kg stoten: 4e met 197,5kg totaal: 365kg  |
| Gagik Khachatryan | -85kg (m)  | 5e        | trekken: 3e met 175kg stoten: 6e met 205kg totaal: 380kg      |
| Gagik Khachatryan | +105kg (m) | DSQ       | trekken: 3e met 207,5kg stoten: 3e met 257,5kg totaal: 465kg* |

- Bronzen medaille werd geschrapt na positieve dopingplas

### Judo
| Olympiër         | Discipline | Resultaat | Prestatie                                   |
| ---------------- | ---------- | --------- | ------------------------------------------- |
| Vardan Voskanyan | -60kg (m)  | 21e       | 1e ronde: vrij 2e ronde: V van SVK Matuszek |

### Kanovaren
| Olympiër            | Discipline    | Resultaat | Prestatie                                                |
| ------------------- | ------------- | --------- | -------------------------------------------------------- |
| Vladimir Grushikhin | K-1 500m (m)  | DSQ       | serie 3: 4e in 1.42,30 halve finale 2: gediskwalificeerd |
| Vladimir Grushikhin | K-1 1000m (m) | 12e       | serie 3: 5e in 3.40,623 halve finale 3: 4e in 3.41,143   |

### Schietsport
| Olympiër         | Discipline                 | Resultaat | Prestatie                                       |
| ---------------- | -------------------------- | --------- | ----------------------------------------------- |
| Hrachya Petikyan | 50m geweer 3 houdingen (m) | 29e       | kwalificatie: 29e met 1156 punten (393-370-393) |

### Schoonspringen
| Olympiër              | Discipline    | Resultaat | Prestatie                        |
| --------------------- | ------------- | --------- | -------------------------------- |
| Hovhannes Avtandilyan | 10m toren (m) | 38e       | voorronde: 38e met 284,91 punten |

### Tennis
| Olympiër        | Discipline    | Resultaat | Prestatie                           |
| --------------- | ------------- | --------- | ----------------------------------- |
| Sargis Sargsian | enkelspel (m) | 33e       | 1e ronde: V van DEN Pless: 3-6, 4-6 |

### Worstelen
| Olympiër           | Discipline  | Resultaat   | Prestatie |
| Vrije stijl        | Vrije stijl | Vrije stijl | Vrije stijl |
| ------------------ | ----------- | ----------- | --- |
| Martin Berberyan   | -58kg (m)   | 6e          | groep 6: 2e V van UKR Buslovych: 1-5 W van GER Kuhner: 14-2 W van AZE Abdullayev: 11-1                                   |
| Arshak Hayrapetyan | -63kg (m)   | 5e          | groep 4: 1e W van KGZ Boburbekov: 6-2 W van BLR Savin: 7-4 kwartfinale: V van IRI Talaei: 2-3 5-6e plek: W van CUB Ortíz |
| Arayik Gevorgyan   | -69kg (m)   | 7e          | groep 5: 2e V van RUS Gitinov: 1-3 W van GRE Loizidis: 12-2 W van COL Hurtado: 10-0                                      |
| Grieks-Romeins     |             |             | |
| Karen Mnatsakanyan | -58kg (m)   | 15e         | groep 3: 3e V van BLR Petrenko: 2-4 V van USA Gruenwald: 3-4                                                             |
| Vaghinak Galstyan  | -63kg (m)   | 12e         | groep 3: 2e V van GEO Chachua: 5-6 G van CHN Shanjun: 2-2                                                                |
| Levon Geghamyan    | -76kg (m)   | 18e         | groep 4: 3e V van GRE Avramis: 1-3 V van SWE Abrahamian: 0-3                                                             |
| Rafael Samurgashev | -97kg (m)   | 14e         | groep 2: 2e W van CUB Peña: 1-0 V van KAZ Matviyenko: 0-6                                                                |
| Haykaz Galstyan    | -130kg (m)  | 13e         | groep 5: 3e V van ITA Giunta: 0-1 V van USA Gardner: 0-6 W van TUN Ayari: 3-2                                            |

### Zwemmen
| Olympiër         | Discipline         | Resultaat | Prestatie            |
| ---------------- | ------------------ | --------- | -------------------- |
| Dmitri Margaryan | 50m vrije slag (m) | 58e       | serie 3: 6e in 25,29 |
|                  |                    |           |                      |
| Dmitri Margaryan | 50m vrije slag (v) | 63e       | serie 3: 7e in 29,79 |

Albanië · Algerije · Amerikaanse Maagdeneilanden · Amerikaans-Samoa · Andorra · Angola · Antigua en Barbuda · Argentinië · Armenië · Aruba · Australië · Azerbeidzjan · Bahama's · Bahrein · Bangladesh · Barbados · België · Belize · Benin · Bermuda · Bhutan · Bolivia · Bosnië en Herzegovina · Botswana · Brazilië · Britse Maagdeneilanden · Brunei · Bulgarije · Burkina Faso · Burundi · Cambodja · Canada · Centraal-Afrikaanse Republiek · Chili · China · Chinees Taipei · Colombia · Comoren · Congo-Brazzaville · Congo-Kinshasa · Cookeilanden · Costa Rica · Cuba · Cyprus · Denemarken · Djibouti · Dominica · Dominicaanse Republiek · Duitsland · Ecuador · Egypte · El Salvador · Equatoriaal-Guinea · Eritrea · Estland · Ethiopië · Fiji · Filipijnen · Finland · Frankrijk · Gabon · Gambia · Georgië · Ghana · Grenada · Griekenland · Groot-Brittannië · Guam · Guatemala · Guinee · Guinee‑Bissau · Guyana · Haïti · Honduras · Hongarije · Hongkong · Ierland · IJsland · India · Indonesië · Irak · Iran · Israël · Italië · Ivoorkust · Jamaica · Japan · Jemen · Joegoslavië · Jordanië · Kaaimaneilanden · Kaapverdië · Kameroen · Kazachstan · Kenia · Kirgizië · Koeweit · Kroatië · Laos · Lesotho · Letland · Libanon · Liberia · Libië · Liechtenstein · Litouwen · Luxemburg · Macedonië · Madagaskar · Malawi · Malediven · Maleisië · Mali · Malta · Marokko · Mauritanië · Mauritius · Mexico · Micronesië · Moldavië · Monaco · Mongolië · Mozambique · Myanmar · Namibië · Nauru · Nederland · Nederlandse Antillen · Nepal · Nicaragua · Nieuw-Zeeland · Niger · Nigeria · Noord-Korea · Noorwegen · Oeganda · Oekraïne · Oezbekistan · Oman · Oostenrijk · Pakistan · Palau · Palestina · Panama · Papoea-Nieuw-Guinea · Paraguay · Peru · Polen · Portugal · Puerto Rico · Qatar · Roemenië · Rusland · Rwanda · Saint Kitts en Nevis · Saint Lucia · Saint Vincent en Grenadines · Salomonseilanden · Samoa · San Marino ·  Sao Tomé en Principe · Saoedi-Arabië · Senegal · Seychellen · Sierra Leone · Singapore · Slovenië · Slowakije · Soedan · Somalië · Spanje · Sri Lanka · Suriname · Swaziland · Syrië · Tadzjikistan · Tanzania · Thailand · Togo · Tonga · Trinidad en Tobago · Tsjaad · Tsjechië · Tunesië · Turkije · Turkmenistan · Uruguay · Vanuatu · Venezuela · Verenigde Arabische Emiraten · Verenigde Staten · Vietnam · Wit-Rusland · Zambia · Zimbabwe · Zuid-Afrika · Zuid-Korea · Zweden · Zwitserland · Individuele olympische atleten